# Hitopadesa
Hitopadeśa (o Hitopadesha) è una raccolta di racconti indiana in prosa e versi, appartenente al genere narrativo didascalico, redatta in sanscrito attorno al XII secolo, nella quale sono raccolte narrazioni popolari risalenti anche a molti secoli prima. 
Dell'autore Nārāyana, vissuto probabilmente nel Bengala, non si sa altro che il nome; nell'introduzione conferma di aver attinto al Pañcatantra e a un'altra opera a noi non nota e di cui Nārāyana non dice il nome.

## Struttura
Hitopadesha (in sanscrito "Consigli saggi", "consigli utili"; in italiano è stato tradotto con "Buon ammaestramento",) o con "Buon insegnamento", è un'opera in quattro libri costituita da brevi narrazioni in prosa intercalate da strofe in versi di contenuto etico o didascalico con apologhi esemplificativi o favole di animali. 
I singoli racconti sono tenuti insieme da un racconto-cornice: il re Sudarsana, preoccupato per l'educazione dei figli, assume un saggio precettore, Vishnu-Sarma, il quale adotta un metodo educativo basato sulla narrazione di esempi morali. Ciascun breve racconto a sua volta può contenerne un altro, che a sua volta ne contiene un altro e così via, come tante bambole matrioska inserite l'una nell'altra. Lo scopo dichiarato dell'autore Narayana Pandit era quello di educare i giovani a diventare adulti responsabili. I quattro libri sono dedicati a: 1) l'acquisto degli amici; 2) la rottura fra gli amici; 3) la guerra; 4) la pace.
In India l'Hitopadesa gode tuttora di grande favore sia come strumento di educazione dei fanciulli che come opera letteraria popolare.

## Edizioni
- (EN) Nārāyana, The Heetopades of Veeshnoo-Sarma, in a series of connected fables, interspersed with moral, prudential, and political maxims; translated from an ancient manuscript in the Sanskreet language, traduzione di Charles Wilkins, with explanatory notes by Charles Wilkins, Bath, R. Cruttwell, 1787.
- Nārāyana, Lo Hitopadeça, o Buono ammaestramento, traduzione di Oreste Nazari, Torino, E. Loescher, 1896.
- Lo Hitopadeça : il buono ammaestramento, traduzione di Ambrogio Ballini, testo originale a fronte, versione e illustrazione a cura di Ambrogio Ballini, Milano, Vita e pensiero, 1935.
- (EN) Narayanạ, The Hitopadesa, translated from the Sanskrit with an introduction by A.N.D. Haksar, New Delhi, Penguin Books India, 1998, ISBN 9780140249927.
- Hitopadeśa. Il saggio consiglio, A cura di Maria Luisa Gnoato, Collana NUE n.37, Torino, Einaudi, 2025, ISBN 978-88-062-5712-5.